# Małamir
Małamir (bułg. Маламир, zm. 836) – chan bułgarski w latach 831–836, najmłodszy syn Omurtaga. 

## Życie
Małamir został następcą ojca po jego śmierci, z pominięciem starszych braci: Nrawoty, odsuniętego od sukcesji, ze względu na jego prochrześcijańskie skłonności i Presjana. Małamir był pierwszym chanem bułgarskim o słowiańskim imieniu, co może świadczyć o postępach slawizacji społeczeństwa na szczytach władzy w 150 lat po podboju terytoriów Słowian przez Bułgarów. Ze względu na małoletniość Małamira władzę w jego imieniu faktycznie sprawował kauchan Isbuł.
W okresie jego panowania głęboki kryzys wewnętrzny, wywołany gwałtowną reakcją zaniepokojonych rozwijającym się chrześcijaństwem kapłanów pogańskich, wszedł w swą najostrzejszą fazę. Nową religię szerzyli głównie jeńcy greccy, znajdując szczególnie przychylne przyjęcie u ludności autochtonicznej, często potomków dawnych chrześcijan bizantyńskich. Nie tylko jednak, skoro grecki jeniec nawrócił na chrześcijaństwo również brata Małamira Nrawotę-Zwoina. Ponieważ w tym czasie nastąpiło daleko idące wymieszanie słowiańskiego chłopstwa i warstw wyższych z ludnością miejscową, nowa wiara znajdowała równie łatwy przystęp do ludności słowiańskiej. Wobec słabnięcia elementu bułgarskiego i jego postępującej slawizacji, zwiastowało to rychłe przesilenie i zmiany. Na razie jednak zaznaczyło się zaostrzeniem prześladowań. Ich ofiarą padł brat Małamira Nrawota.
Isbuł kontynuował politykę Omurtaga w zakresie budownictwa. Z zachowanej inskrypcji wynika, że wzniósł akwedukt doprowadzający wodę do Pliski. W 836 roku Bizantyńczycy naruszyli 30-letni traktat pokojowy zawarty przez Omurtaga i wtargnęli w granice Bułgarii. Zostali wyparci przez wojska dowodzone przez chana Małamira i kauchana Isbuła. Działania wojenne zostały przeniesione na tereny Cesarstwa do Tracji północnej i wschodniej. Po śmierci Małamira chanem formalnie został jego brat Presjan, niewykluczone jednak, że ze względu na wiek nowego władcy, faktyczna władza pozostała nadal w ręku kauchana Isbuła.